# Kosova Airlines
Kosova Airlines è una compagnia aerea che ha sede in Kosovo. La compagnia aerea collega Pristina ad alcune grandi città europee. La compagnia è stata fondata nell'autunno del 2003 da parte delle Nazioni Unite per l'amministrazione ad interim in Kosovo (UNMIK) e il governo del Kosovo. Il 10 maggio 2006, l'unico aereo della Kosova Airlines, un Boeing 737-700 che era stato preso in leasing dalla compagnia tedesca Hamburg International, è stato restituito a tale compagnia, e Kosova Airlines ha cessato di operare. La compagnia continua comunque a lavorare con altre compagnie aeree che operano a Pristina, come Germanwings (chiusa nel 2015).

## Agenzia Kosova Airlines
Kosova Airlines (Eurokoha Reisen) è anche il più grande tour operator del Kosovo, e offre voli charter per Pristina da molte destinazioni in Europa.

## Hamburg International
La compagnia aerea aveva affittato una Boeing 737-700 (D-AHIF) dalla compagnia aerea tedesca Hamburg International. L'aereo è arrivato nella flotta Kosova Airlines il 1º dicembre 2003 e vi è rimasto fino al 10 maggio 2006.

## Livrea

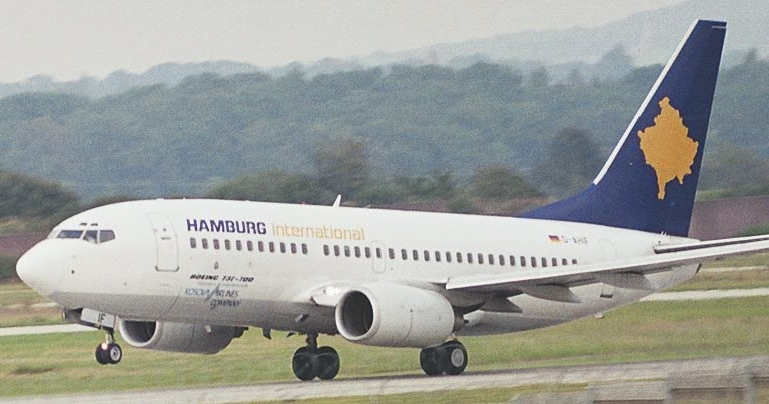
Boeing 737-700 di Hamburg International usato da Kosova Airlines

L'aereo in leasing non fu mai dipinto completamente. Il velivolo aveva la coda blu scura come quella della livrea Hamburg International. Sulla coda c'era una mappa giallo scuro del Kosovo. La fusoliera era bianca e presentava il logo Hamburg International. Sotto i finestrini dei passeggeri era scritto: "gestito in collaborazione con Kosova Airlines"